# Bataille de Myton
Première guerre d'indépendance de l'Écosse
Batailles

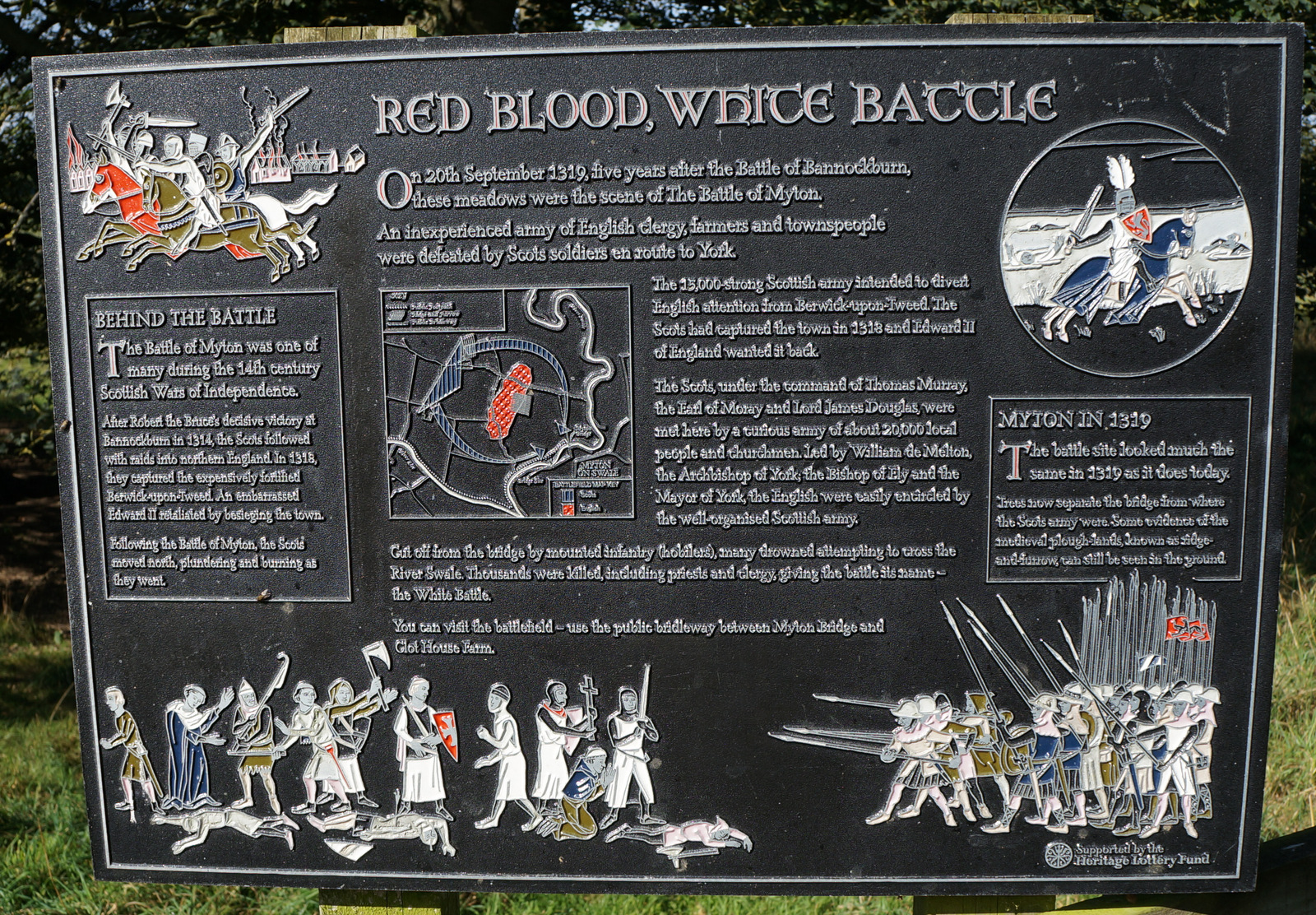
Panneau commémoratif à Myton-on-Swale.

La bataille de Myton opposa le royaume d'Écosse et le royaume d'Angleterre le 20 septembre 1319. Elle est aussi appelée Chapitre de Myton ou la bataille Blanche à cause du nombre de clercs anglais impliqués dans la bataille.

## Contexte: la chute de Berwick
Après sa victoire à la bataille de Bannockburn en 1314, le roi d'Écosse Robert Ier marque une pause dans la reconquête de l'Écosse pendant que son frère Édouard Bruce mène une campagne en Irlande pour déstabiliser les Anglais. Le roi d'Angleterre Édouard II ne se préoccupe pas des raids écossais car il est en conflit avec son cousin Thomas de Lancastre, chef de l'opposition des barons. En avril 1318, les Écossais s'emparent de Berwick, qui était aux mains des Anglais depuis 1296. Le comte de Pembroke négocie une réconciliation temporaire entre le roi et Lancastre. À l'été 1319, Édouard et son épouse Isabelle de France s'établissent à York.
Les Anglais tentent plusieurs assauts sur Berwick mais ils sont systématiquement repoussés par Walter Stuart, le gendre de Robert Ier. Stuart demande l'aide militaire au roi d'Écosse mais Robert, qui ne veut pas se risquer à mener son armée à la défaite en allant au devant de Berwick, décide de conduire une attaque de diversion dans le Yorkshire afin de soulager Stuart. Ils envoient des troupes écossaises composées essentiellement de hobelars.

## Le «Chapitre de Myton»
Les Écossais sont informés que la reine Isabelle est proche du front et désirent probablement la capturer. La reine parvient cependant à être évacuée par la Ouse. L'archevêque d'York William Melton et l'évêque d'Ely John Hotham mobilisent en hâte une armée pour défendre la ville mais elle est essentiellement composée de membres du clergé. En dépit de cet inconvénient, Melton s'avance au devant des schiltrons écossais.
L'issue de la bataille est décrite dans le Brut or the Chronicles of England, le principal témoignage contemporain de la bataille :

« Les Écossais franchirent l'eau de la Solway... et pénétrèrent en Angleterre, et pillèrent et détruisirent tout ce qu'ils purent et n'épargnèrent rien jusqu'à ce qu'ils arrivent à York. Et lorsqu'enfin les Anglais apprirent cela, tous ceux qui pouvaient voyager – aussi bien les moines et les prêtres et les frères et les chanoines et les laïcs – vinrent et rencontrèrent les Écossais à Myton-on-Swale le douzième jour d'octobre. Hélas ! Quelle peine pour ces pauvres Anglais qui ne connaissaient rien à la guerre, ils furent dispersés et se trempèrent dans la rivière Swale. Et leurs saintetés, sire William Melton, archevêque d'York, et l'abbé de Selby et leurs coursiers s'enfuirent, et se réfugièrent à York. Et c'était par leur propre folie qu'ils avaient eu cette malchance, de devoir retraverser l'eau de la Swale ; et les Écossais mirent le feu à trois piles de foin ; et la fumée était si importante que les Anglais ne pouvaient même pas voir les Écossais. Et lorsque les Anglais eurent franchi la rivière, les Écossais vinrent avec leurs boucliers et poursuivirent les Anglais ; et les Anglais durent s'enfuir car ils manquaient de guerriers armés... Et lorsque les maîtres du champ de bataille les rencontrèrent, les Anglais furent presque tous tués. Et ceux qui évitèrent de tomber à l'eau furent sauvés mais beaucoup se noyèrent. Hélas, quelle peine ! pour ceux qui furent tués, les religieux, et les laïcs, et aussi les prêtres et les clercs ; et avec grande peine l'archevêque s'échappa ; et ainsi les Écossais l'appelèrent la 'bataille Blanche'... »

La Chronique de Lanercost estime que 4,000 Anglais furent tués dans la bataille et qu'environ 1,000 se noyèrent.

## Le départ d'Édouard II
L'armée anglaise qui se trouve à Berwick se déchire entre ceux, à l'instar d'Édouard, qui veulent poursuivre le siège de la ville et les barons du Nord de l'Angleterre, à l'instar de Lancastre, qui veulent protéger leurs propres terres. Lancastre se retire, ce qui force Édouard à abandonner le siège.
Des rumeurs se propagèrent, affirmant que Lancastre était coupable de trahison, car les Écossais n'avaient pas pillé ses terres. Hugues le Despenser, favori du roi, affirma pour sa part que Lancastre avait prévenu les Écossais que la reine Isabelle se trouvait à York. Les Écossais poursuivirent leurs raids dans le Cumberland et le Westmorland, ce qui força Édouard à négocier une trêve avec Robert Ier, qui fut convenue peu avant Noël.

## Sources

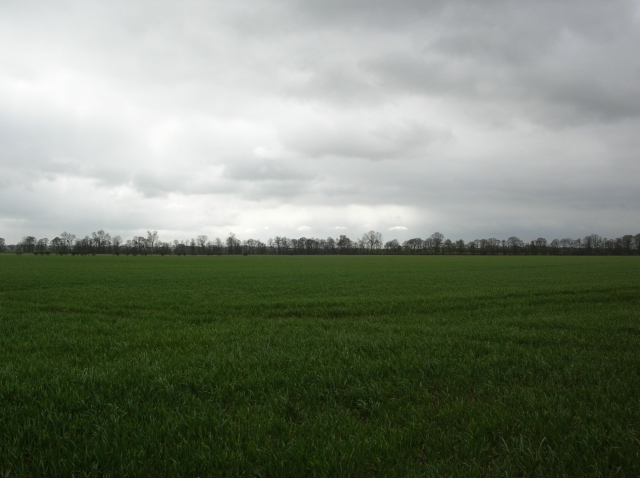
Le site de la bataille en 2007.

- Anonimale Chronicle, ed. V. H. Galbraith, 1927.
- Barbour, John, The Bruce, trans. A. A. Douglas, 1954.
- Brut or the Chronicles of England, ed. F. W D., Brie, 1906
- Gray, Thomas, Scalicronica, trans. H. Maxwell, 1913.
- The Lanercost Chronicle, trans. H. Maxwell, 1913.
- Vita Edwardi Secundi, ed N. Denholm Young, 1957.
- Barrow, G. W. S., Robert Bruce and the Community of the Realm of Scotland, 1964.
- Conway-Davies, J., The Baronial Opposition to Edward II, 1918.
- (en) Glenn Foard, « Myton Battle and Campaign », UK Battlefields Resource Centre, 2003 (consulté le 6 janvier 2010)
- Hailes, Lord (David Dalrymple), The Annals of Scotland, 1776.
- Prestwich, Michael, Armies and Warfare in the Middle Ages: The English Experience, Yale University Press, New Haven and London, 1996,  (ISBN 0-300-06452-7)(hbk.),  (ISBN 0-300-07663-0)(pbk.)
- Scammel, J., Robert I and the North of England, in the English Historical Review, vol. 73 1958.
- Scott, J., Berwick-upon-Tweed:A History of the Town and Guild, 1888.